# حاجي كوهي (باقران)
حاجي كوهي (بالفارسية: حاجی کوهی) هي مستوطنة تقع في إيران في قسم باقران الريفي.